# Mistrzostwa Europy w biegach przełajowych
Mistrzostwa Europy w biegach przełajowych – międzynarodowe zawody lekkoatletyczne rangi mistrzowskiej rozgrywane pod egidą European Athletics od roku 1994. 

## Edycje
| Edycja | Data               | Miasto                 | Kraj            | Źródło      |
| ------ | ------------------ | ---------------------- | --------------- | ----------- |
| 1994   | 10 grudnia(dts) br | Alnwick                | Wielka Brytania | [ 1 ]       |
| 1995   | 2 grudnia(dts) br  | Alnwick                | Wielka Brytania | [ 1 ]       |
| 1996   | 15 grudnia(dts) br | Charleroi              | Belgia          | [ 1 ]       |
| 1997   | 14 grudnia(dts) br | Oeiras                 | Portugalia      | [ 1 ]       |
| 1998   | 13 grudnia(dts) br | Ferrara                | Włochy          | [ 1 ]       |
| 1999   | 12 grudnia(dts) br | Velenje                | Słowenia        | [ 1 ]       |
| 2000   | 10 grudnia(dts) br | Malmö                  | Szwecja         | [ 1 ]       |
| 2001   | 9 grudnia(dts) br  | Thun                   | Szwajcaria      | [ 1 ]       |
| 2002   | 8 grudnia(dts) br  | Medulin                | Chorwacja       | [ 1 ]       |
| 2003   | 14 grudnia(dts) br | Edynburg               | Wielka Brytania | [ 1 ]       |
| 2004   | 12 grudnia(dts) br | Heringsdorf            | Niemcy          | [ 1 ]       |
| 2005   | 11 grudnia(dts) br | Tilburg                | Holandia        | [ 1 ]       |
| 2006   | 10 grudnia(dts) br | San Giorgio su Legnano | Włochy          | [ 1 ]       |
| 2007   | 9 grudnia(dts) br  | Toro                   | Hiszpania       | [ 1 ]       |
| 2008   | 14 grudnia(dts) br | Bruksela               | Belgia          | [ 2 ]       |
| 2009   | 13 grudnia(dts) br | Dublin                 | Irlandia        | [ 3 ]       |
| 2010   | 12 grudnia(dts) br | Albufeira              | Portugalia      | [ 4 ]       |
| 2011   | 11 grudnia(dts) br | Velenje                | Słowenia        | [ 4 ]       |
| 2012   | 9 grudnia(dts) br  | Budapeszt              | Węgry           | [ 5 ]       |
| 2013   | 8 grudnia(dts) br  | Belgrad                | Serbia          | [ 6 ]       |
| 2014   | 14 grudnia(dts) br | Samokow                | Bułgaria        | [ 7 ]       |
| 2015   | 13 grudnia(dts) br | Tulon i Hyères         | Francja         | [ 8 ] [ 9 ] |
| 2016   | 11 grudnia(dts) br | Chia                   | Włochy          | [ 9 ]       |
| 2017   | 10 grudnia(dts) br | Šamorín                | Słowacja        | [ 10 ]      |
| 2018   | 9 grudnia(dts) br  | Tilburg                | Holandia        | [ 11 ]      |
| 2019   | 8 grudnia(dts) br  | Lizbona                | Portugalia      | [ 12 ]      |
| 2020   | 13 grudnia(dts) br | Dublin                 | Irlandia        | [ 13 ]      |
| 2021   | 12 grudnia(dts) br | Dublin                 | Irlandia        | [ 14 ]      |
| 2022   | 11 grudnia(dts) br | Turyn                  | Włochy          | [ 15 ]      |
| 2023   | 10 grudnia(dts) br | Bruksela               | Belgia          | [ 16 ]      |
| 2024   | 8 grudnia(dts) br  | Antalya                | Turcja          | [ 17 ]      |